# Coskrenit-(Ce)
Coskrenit-(Ce) ist ein sehr selten vorkommendes Mineral aus der Mineralklasse der „Organischen Verbindungen“. Es kristallisiert im triklinen Kristallsystem mit der chemischen Formel (Ce,Nd,La)2(SO4)2(C2O4)·8H2O, ist also chemisch gesehen ein kristallwasserhaltiges Cer-Sulfat-Oxalat.
Coskrenit-(Ce) von der Typlokalität bildet Aggregate aus idiomorphen, tafelig-keilförmigen Kristallen mit rautenförmigem Querschnitt, die in Epsomit oder Apjohnit eingebettet sind oder in Hohlräumen in diesen Mineralen sitzen.
Das Mineral stammt vom „Alum Cave Bluff“, einer als Touristenattraktion bekannten Lokalität im Great Smoky Mountains National Park, Tennessee, wo es bei der Verwitterung eines pyrithaltigen Phyllits entsteht. Der Name kann mit „Alaunhöhlensteilklippe“ übersetzt werden, jedoch gibt es hier keine Höhle, sondern lediglich die genannte, ca. 30 m hohe Steilklippe, die einen 10 m tiefen Überhang bildet, in deren Schutz die wasserlöslichen Oxalatminerale erhalten bleiben.

## Etymologie und Geschichte
Im Jahre 1981 begann T. Dennis Coskren aus Columbia/Maryland mit der Untersuchung einer ungewöhnlichen Mineralisation an der „Alum Cave Bluff“. Diese Untersuchungen führten zur Identifizierung einer Vielzahl ungewöhnlicher, für ein Verdunstungsmilieu typischer Minerale. Einige Phasen konnten anfänglich allerdings nicht charakterisiert werden und wurden zur Identifizierung in das Mineralogische Labor an der University of Michigan gegeben, wo sich herausstellte, dass es sich bei drei dieser Phasen um seltenmetall- und Sulfat-haltige Oxalate handelt. Erst nach weiteren aufwändigen Untersuchungen waren die von der International Mineralogical Association (IMA) geforderten Daten vervollständigt, so dass das erste dieser Minerale 1996 unter der Nummer IMA 1996-056 von der IMA anerkannt wurde. Im Jahre 1999 wurde es von einem US-amerikanischen Forscherteam mit Donald R. Peacor, Roland C. Rouse und Eric J. Essene im kanadischen Wissenschaftsmagazin „The Canadian Mineralogist“ als Coskrenit-(Ce) beschrieben.
Benannt wurde das Mineral nach dem amerikanischen Geochemiker und Geologen T. Dennis Coskren (* 1942), der sich seit 1981 detailliert mit der Mineralisation von „Alum Cave Bluff“ beschäftigte. Der Levinson Modifier [das Suffix „-(Ce)“] weist auf das dominierende Seltenerdmetall (hier: Cer) hin, wie es die Richtlinien der IMA bei der Namensgebung von seltenmetallhaltigen Mineralen verlangen.
Das Typmaterial für Coskrenit-(Ce) wird an der University of Michigan, Ann Arbor/Michigan, und im zur Smithsonian Institution gehörenden National Museum of Natural History, Washington, D.C., aufbewahrt.

## Klassifikation
In der mittlerweile veralteten, aber noch gebräuchlichen 8. Auflage der Mineralsystematik nach Strunz gehörte der Coskrenit-(Ce) zur Mineralklasse der „Organischen Verbindungen“ und dort zur Abteilung der „Salze organischer Säuren“, wo er zusammen mit Caoxit, Glushinskit, Humboldtin, Levinsonit-(Y), Lindbergit, Minguzzit, Moolooit, Natroxalat, Novgorodovait, Oxammit, Stepanovit, Weddellit, Wheatleyit, Whewellit, Zhemchuzhnikovit und Zugshunstit-(Ce) die eigenständige „Gruppe der Oxalate“ mit der System-Nr. IX/A.01 bildete.
Die seit 2001 gültige und von der International Mineralogical Association (IMA) verwendete 9. Auflage der Strunz’schen Mineralsystematik ordnet den Coskrenit-(Ce) ebenfalls in die Klasse der „Organischen Verbindungen“ und dort in die Abteilung der „Salze von organischen Säuren“ ein. Diese Abteilung ist allerdings weiter unterteilt nach der Art der salzbildenden Säure, so dass das Mineral entsprechend seiner Zusammensetzung in der Unterabteilung „Oxalate“ zu finden ist, wo es als einziges Mitglied die unbenannte Gruppe 10.AB.65 bildet.
Auch die vorwiegend im englischen Sprachraum gebräuchliche Systematik der Minerale nach Dana ordnet den Coskrenit-(Ce) in die Klasse der „Organische Minerale“ und dort in die gleichnamige Abteilung ein. Hier ist er mit Zugshunstit-(Ce) und Levinsonit-(Y) in der „Zugshunstitgruppe“ mit der System-Nr. 50.01.09 innerhalb der Unterabteilung „Salze organischer Säuren (Oxalate)“ zu finden.

## Chemismus
Mittelwerte aus Mikrosondenanalysen an Coskrenit-(Ce) von der „Alum Cave Bluff“ führten zu Gehalten von 0,1 % Y2O3, 4,6 % La2O3, 25,9 % Ce2O3, 2,1 % Pr2O3, 13,3 % Nd2O3, 1,0 % Sm2O3, 0,8 % Eu2O3, 0,3 % Gd2O3, 22,6 % SO3, 0,3 % F, [10,2 %] C2O3 und [20,4 %] H2O (die beiden letzten aus der Stöchiometrie berechnet). Daraus ergab sich die empirische Formel (Ce1,06Nd0,56La0,20Pr0,09Sm0,04Eu0,03Gd0,01Y0,01)Σ=2,00(SO4)2(C2O4)·8H2O, die zu (Ce,Nd,La)2(SO4)2(C2O4)·8H2O vereinfacht wurde.

## Kristallstruktur
Coskrenit-(Ce) kristallisiert triklin in der Raumgruppe P1 (Raumgruppen-Nr. 2) mit den Gitterparametern a = 6,007 Å; b = 8,368 Å; c = 9,189 Å; α = 99,90°; β = 103,55° und γ = 107,71° sowie einer Formeleinheit pro Elementarzelle.
In der Struktur des Coskrenit-(Ce) sind Viererringe aus zwei SEE(O,H2O)-Polyedern und zwei SO4-Tetraedern durch gemeinsame Sauerstoffatome in den Oxalatgruppen zu Ketten parallel [110] verbunden. Benachbarte Ketten sind durch die Oxalatgruppen zu Schichten parallel [001] verknüpft. Die Schichten sind durch Wasserstoffbrückenbindungen nur schwach miteinander verbunden.

## Eigenschaften

### Morphologie
Coskrenit-(Ce) bildet typisch keilförmige Kristalle bis zu 0,8 mm Größe. Sie sind flachtafelig nach dem ersten Pinakoid {100}, welches die tragend Kristallform darstellt, ausgebildet und werden durch das zweite Pinakoide {010} und das dritte Pinakoid {001} so begrenzt, dass sich rautenförmige Querschnitte ergeben. Häufig treten die Kristalle zu radial aggregierten Gebilden zusammen.

### Physikalische und chemische Eigenschaften
Coskrenit-(Ce)-Kristalle zeigen infolge des Gehaltes an Cer alexandritartige Farbeffekte mit blass blaugrauer Färbung im fluoreszierenden Licht der Leuchtstoffröhren und weißer Farbe im Glühlampenlicht. Im Sonnenlicht sind sie farblos. Selten zeigen die Kristalle eine cremeweiße Färbung. Ihre Strichfarbe wird als farblos angegeben. Da die Strichfarbe der Pulverfarbe entspricht und das Mineralpulver nicht farblos sein kann, dürfte die Farbe des Strichs am besten mit weiß beschrieben sein. Die Oberflächen der durchsichtigen Kristalle zeigen einen deutlichen glasartigen Glanz.
Das Mineral zeigt sehr vollkommene Spaltbarkeit nach {001}, bricht aber aufgrund seiner Sprödigkeit sehr leicht, wobei zur Ausbildung der Bruchflächen keine Angaben existieren. Aufgrund der geringen Kristallgröße ließen sich weder seine Mohshärte noch die Vickershärte ermitteln. Gemessene Werte für die Dichte des Coskrenit-(Ce) existieren nicht, die berechnete Dichte für das Mineral beträgt 2,881 g/cm³.
Coskrenit-(Ce) ist in Wasser leicht und rückstandsfrei löslich.

## Bildung und Fundorte
Als sehr seltene Mineralbildung konnte Coskrenit-(Ce) bisher (Stand 2016) nur von einem Fundpunkt beschrieben werden. Seine Typlokalität ist die Gesteinsklippe der „Alum Cave Bluff“ im Great-Smoky-Mountains-Nationalpark, Sevier County, Tennessee, Vereinigte Staaten. Begleitminerale sind magnesiumhaltiger Apjohnit und Epsomit sowie manchmal auch Slavíkit, Ammoniojarosit, Tschermigit, Levinsonit-(Y) und/oder Zugshunstit-(Ce).
Coskrenit-(Ce) ist eine typische Sekundärbildung, die in den Böden der „Alum Cave Bluff“ auftritt. Der Name der Lokalität ist irreführend, da es sich nicht um eine Höhle, sondern um eine steile, überhängende Gesteinsklippe handelt. Das Kliff und das umgebende anstehende Gestein sind Teil der präkambrischen Anakeesta-Formation, einem Metapelit mit der Textur eines Phyllits, dessen Hauptminerale Muskovit, Biotit, Chlorit, Quarz und Pyrit sind. Dieses Gebiet ist mit Niederschlagsmengen von 2000 mm pro Jahr außerordentlich niederschlagsreich. Die resultierende Verwitterung des am Kliff anstehenden Gesteins beinhaltet auch die Oxidation des Pyrits und die Auflösung der hauptsächlichen gesteinsbildenden Silikate. Dies führt wiederum zu sulfatreichen Lösungen mit niedrigen pH-Werten, die reich an Elementen aus den aufgelösten Silikaten wie Eisen, Magnesium, Aluminium, Kalium, Natrium, Calcium und Mangan sind. Wenn diese Lösungen die Wände des Kliffs heruntertropfen, gelangen sie unter die geneigte Oberfläche des Gesteinsüberhanges, wo eine teilweise Verdunstung zur Fällung von Sulfaten, insbesondere von denen des Eisens, führt. Der größte Teil des Wassers läuft dann weiter auf den Boden an der Basis des Kliffs, wo die vollständige Verdunstung die Entstehung einer großen Mineralvielfalt mit hauptsächlich hydrierten und/oder hydratisierten Sulfaten bewirkt. Diese Ausfällungen bestehen hauptsächlich aus Epsomit und Vertretern der Haarsalz-Familie, unter denen Apjohnit das am weitesten verbreitete Mineral ist.

## Verwendung
Coskrenit-(Ce) ist aufgrund seiner Seltenheit lediglich für Mineralsammler interessant.